# Ouerre
Ouerre est une commune française située dans le département d'Eure-et-Loir en région Centre-Val de Loire.

## Géographie

### Situation

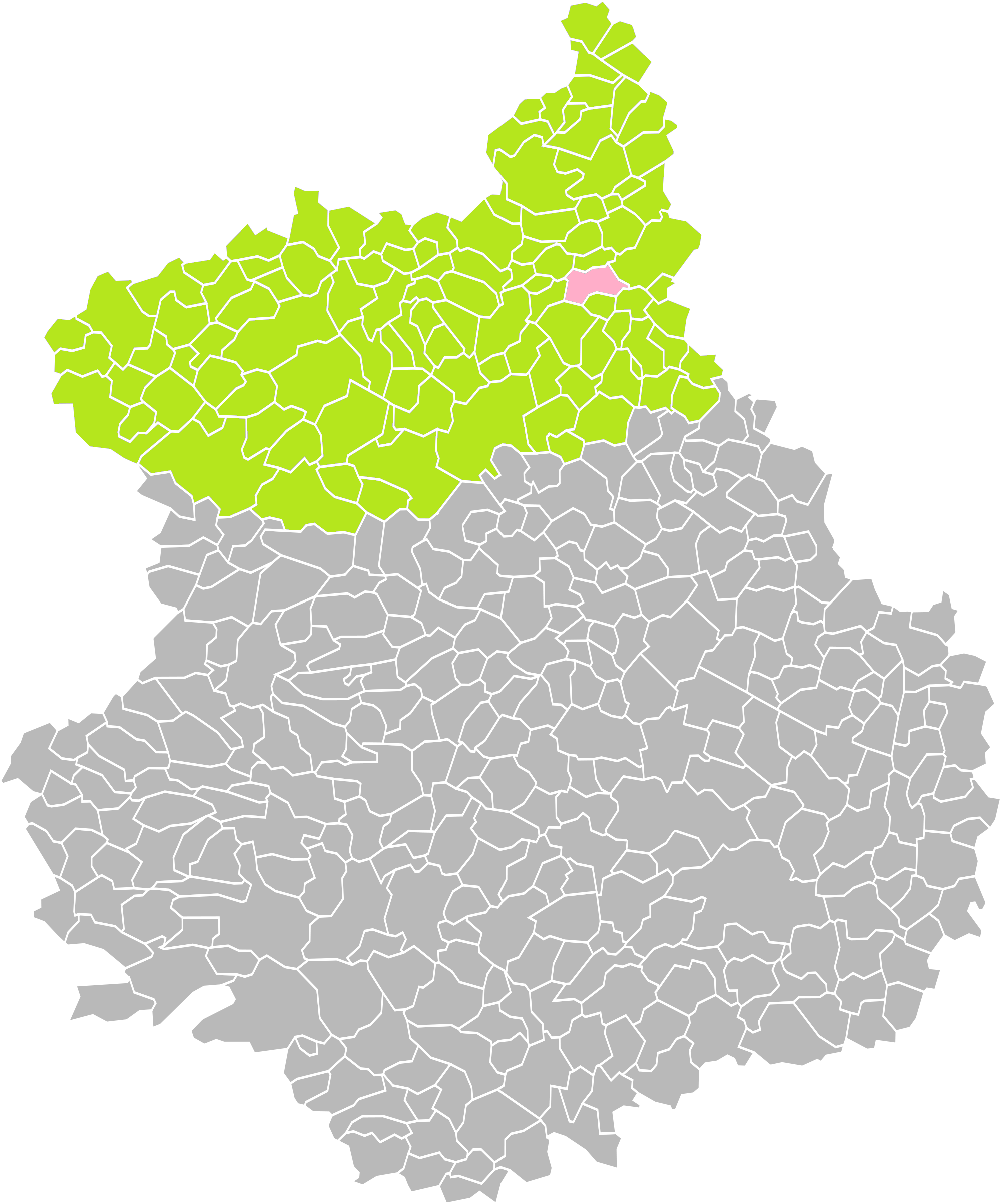
La commune dans son département et son arrondissement.

Ouerre est un village périurbain situé à 8 km à vol d'oiseau de Dreux et de Nogent-le-Roi, 15 km d’Houdan et de Maintenon, 26 km au nord de Chartres, préfecture du département d'Eure-et-Loir, et 28 km à l'ouest de Rambouillet, sous-préfecture des Yvelines.
La commune se trouve dans l'aire d'attraction de Paris et dans la bassin d'emploi et de vie de Dreux.

### Communes limitrophes
| Mézières-en-Drouais | La Chapelle-Forainvilliers | Boutigny-Prouais        |
| Charpont            | Ouerre                     | Boutigny-Prouais        |
| Villemeux-sur-Eure  | Croisilles                 | Saint-Laurent-la-Gâtine |

### Géologie et relief
La superficie de la commune est de 12,73 km2 ; son altitude varie de 86  à   136 mètres.

### Hydrographie

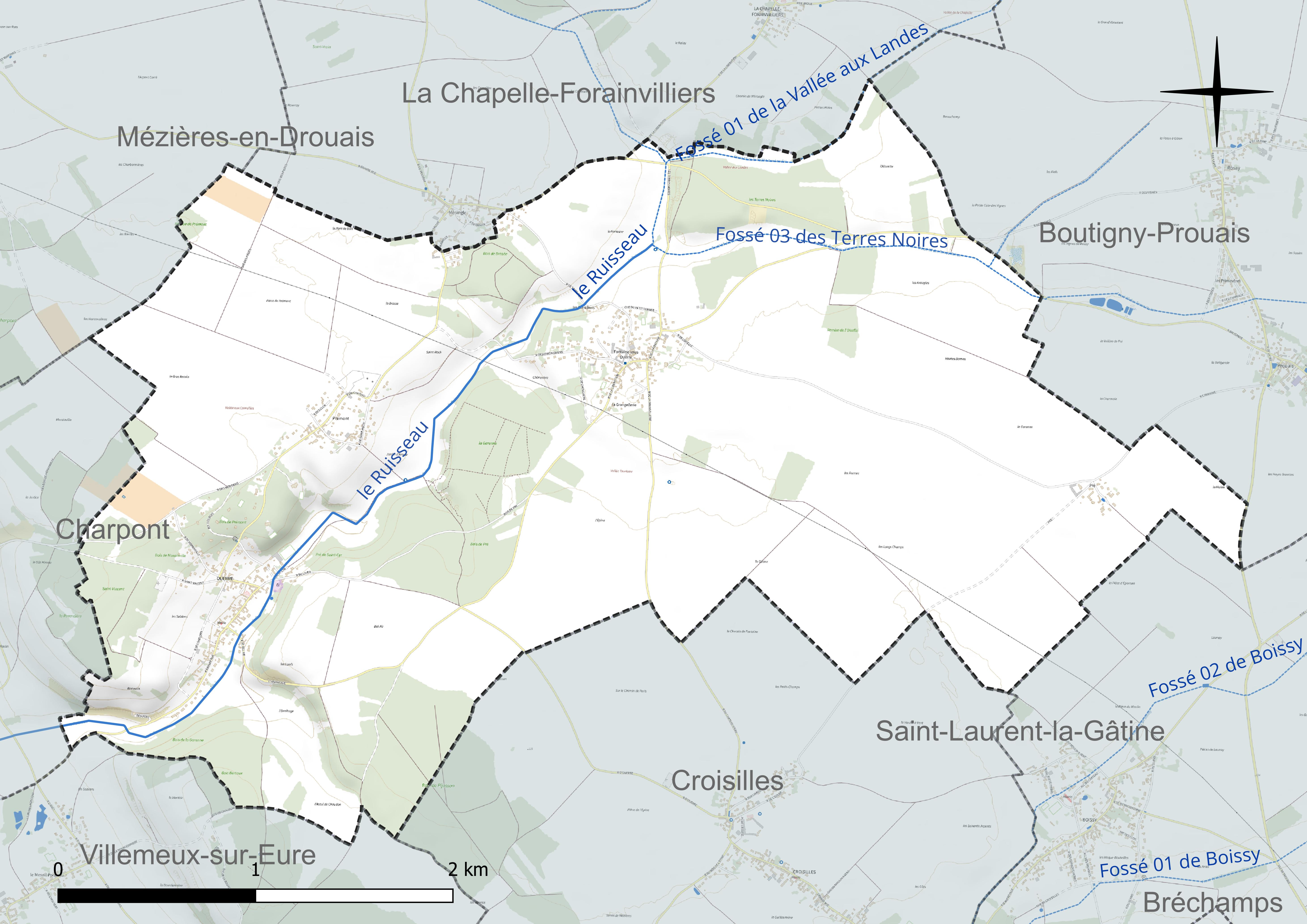
Carte hydrographique de la commune.

Le territoire communal est drainé par un petit cours d'eau, le Livier, un affluent de l'Eure (rivière) et donc un sous-affluent de la Seine.

### Climat
Pour des articles plus généraux, voir Climat du Centre-Val de Loire et Climat d'Eure-et-Loir.
En 2010, le climat de la commune est de type climat océanique dégradé des plaines du Centre et du Nord, selon une étude du CNRS s'appuyant sur une série de données couvrant la période 1971-2000. En 2020, Météo-France publie une typologie des climats de la France métropolitaine dans laquelle la commune est dans une zone de transition entre le climat océanique et le climat océanique altéré et est dans la région climatique Sud-ouest du bassin Parisien, caractérisée par une faible pluviométrie, notamment au printemps (120 à 150 mm) et un hiver froid (3,5 °C).
Pour la période 1971-2000, la température annuelle moyenne est de 10,6 °C, avec une amplitude thermique annuelle de 14,4 °C. Le cumul annuel moyen de précipitations est de 646 mm, avec 10,7 jours de précipitations en janvier et 8 jours en juillet. Pour la période 1991-2020, la température moyenne annuelle observée sur la station météorologique de Météo-France la plus proche, « Marville_sapc », sur la commune de Marville-Moutiers-Brûlé à 6 km à vol d'oiseau, est de 11,1 °C et le cumul annuel moyen de précipitations est de 571,8 mm,. Pour l'avenir, les paramètres climatiques de la commune estimés pour 2050 selon différents scénarios d'émission de gaz à effet de serre sont consultables sur un site dédié publié par Météo-France en novembre 2022.

### Milieux naturels et biodiversité
La mare du Pré, sans doute creusée après 1950, accueille une espèce d’amphibien protégé et plutôt rare, le triton crêté.

## Urbanisme

### Typologie
Au 1er janvier 2024, Ouerre est catégorisée commune rurale à habitat dispersé, selon la nouvelle grille communale de densité à 7 niveaux définie par l'Insee en 2022.
Elle est située hors unité urbaine. Par ailleurs la commune fait partie de l'aire d'attraction de Paris, dont elle est une commune de la couronne,.

### Occupation des sols

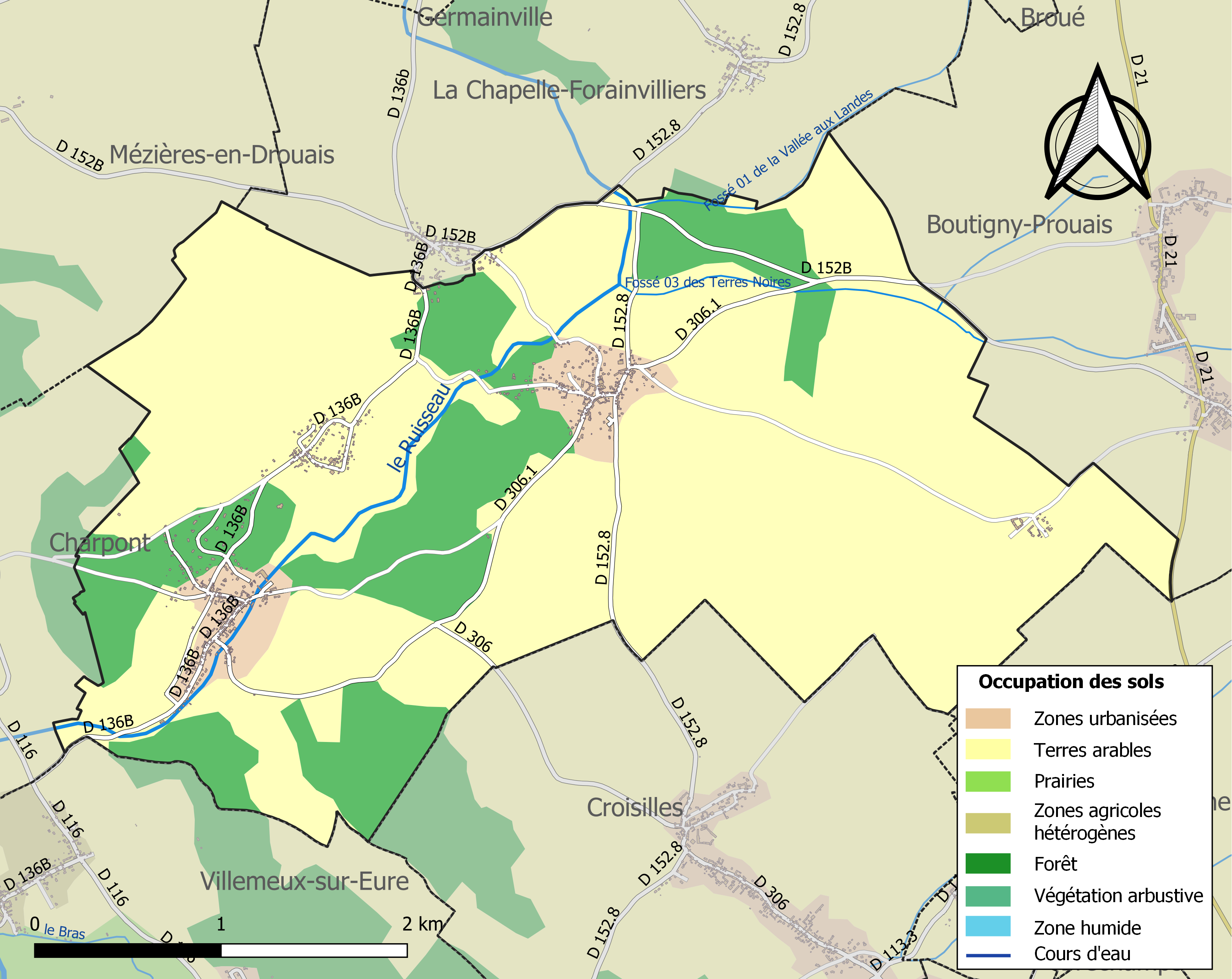
Carte des infrastructures et de l'occupation des sols de la commune en 2018 (CLC).

L'occupation des sols de la commune, telle qu'elle ressort de la base de données européenne d’occupation biophysique des sols Corine Land Cover (CLC), est marquée par l'importance des territoires agricoles (75,1 % en 2018), en augmentation par rapport à 1990 (74,2 %). La répartition détaillée en 2018 est la suivante : terres arables (75,1 %), forêts (20,4 %), zones urbanisées (4,5 %).
L'évolution de l’occupation des sols de la commune et de ses infrastructures peut être observée sur les différentes représentations cartographiques du territoire : la carte de Cassini (XVIIIe siècle), la carte d'état-major (1820-1866) et les cartes ou photos aériennes de l'IGN pour la période actuelle (1950 à aujourd'hui).

### Lieux-dits et écarts
- Fontaine-sous-Ouerre ou Fontaine-sous-Prémont ;
- Mérangle ;
- Pré ;
- Prémont.

Le hameau de Fontaine
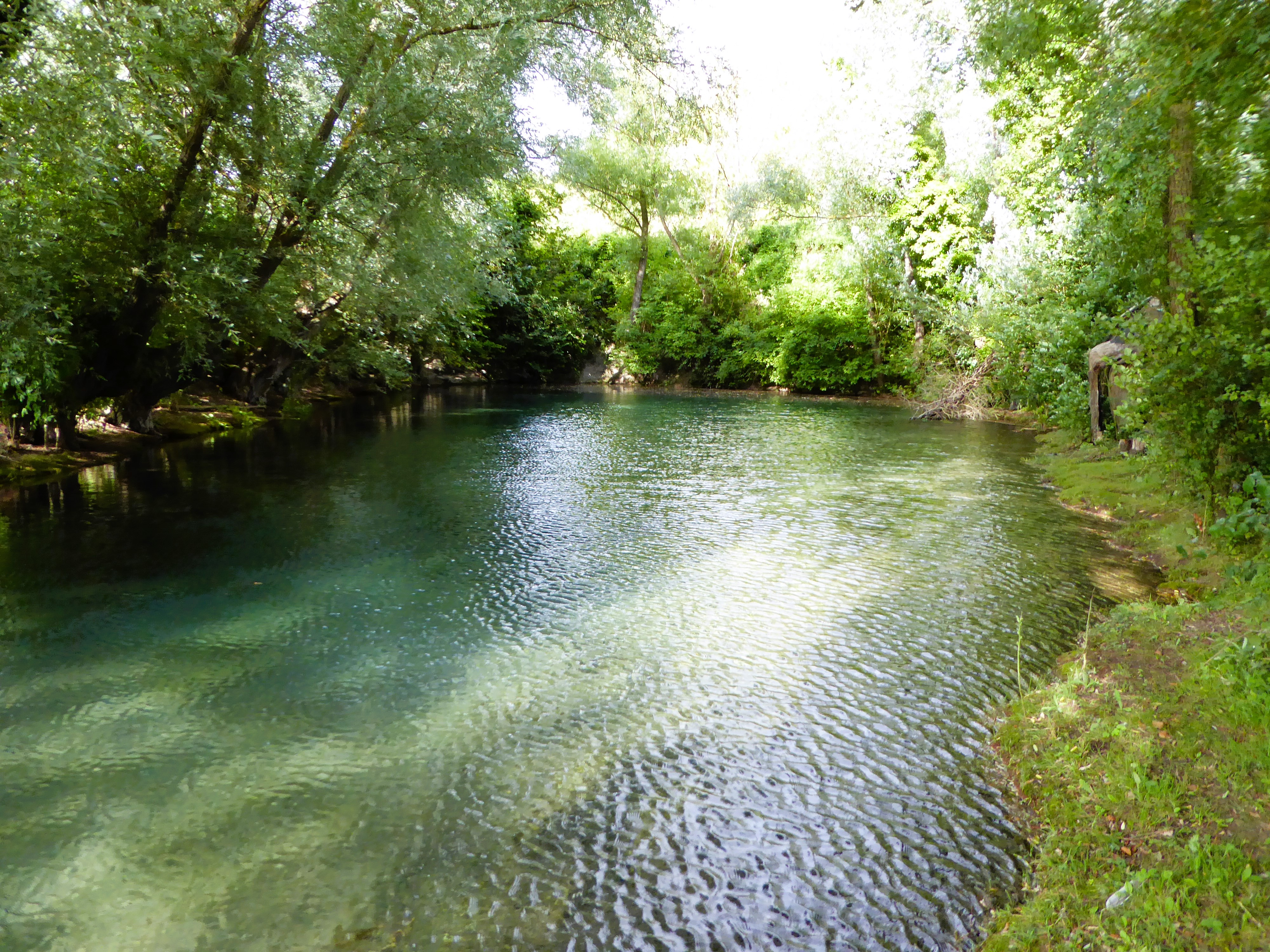
La fontaine.
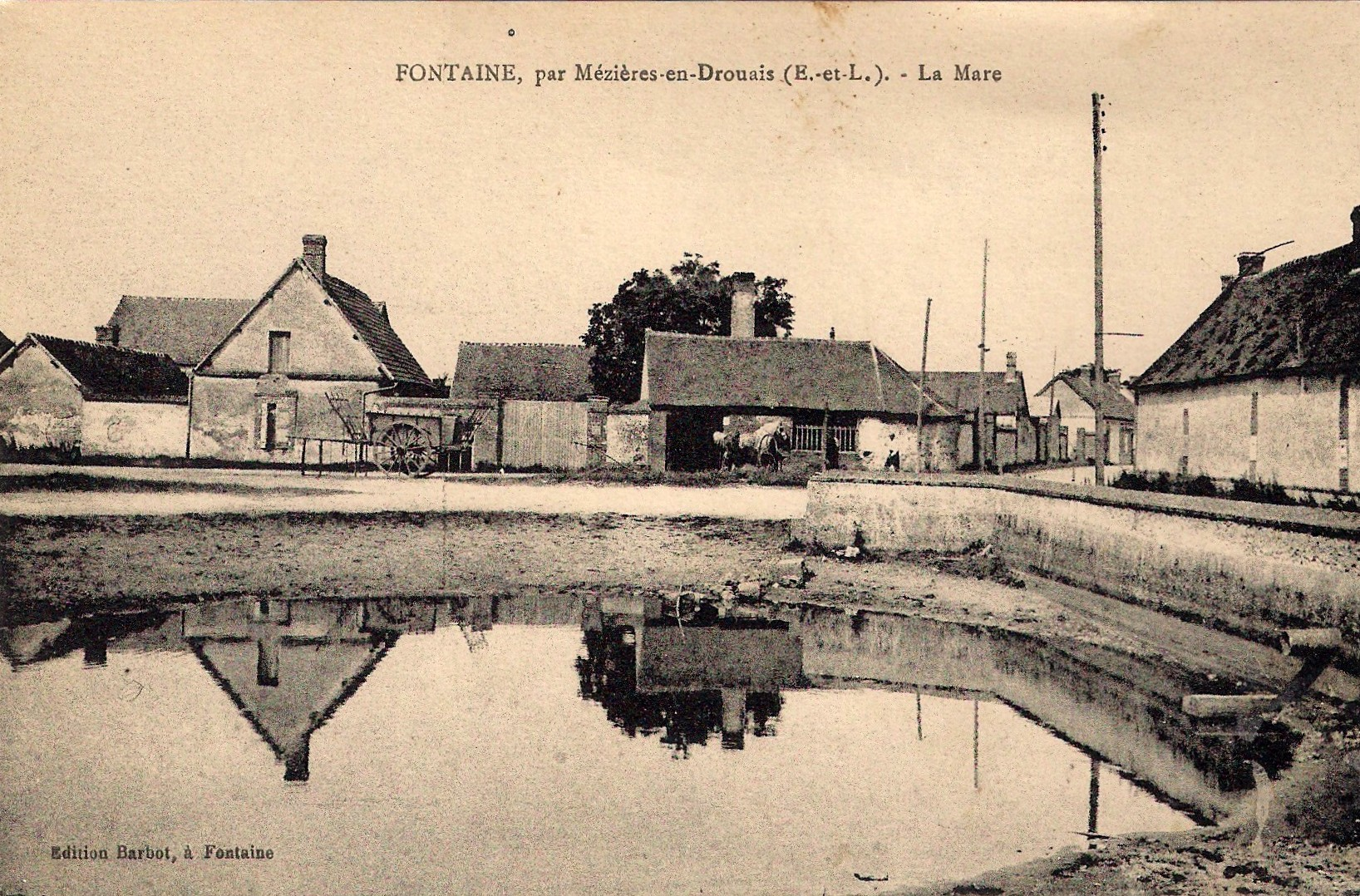
« La Mare ».
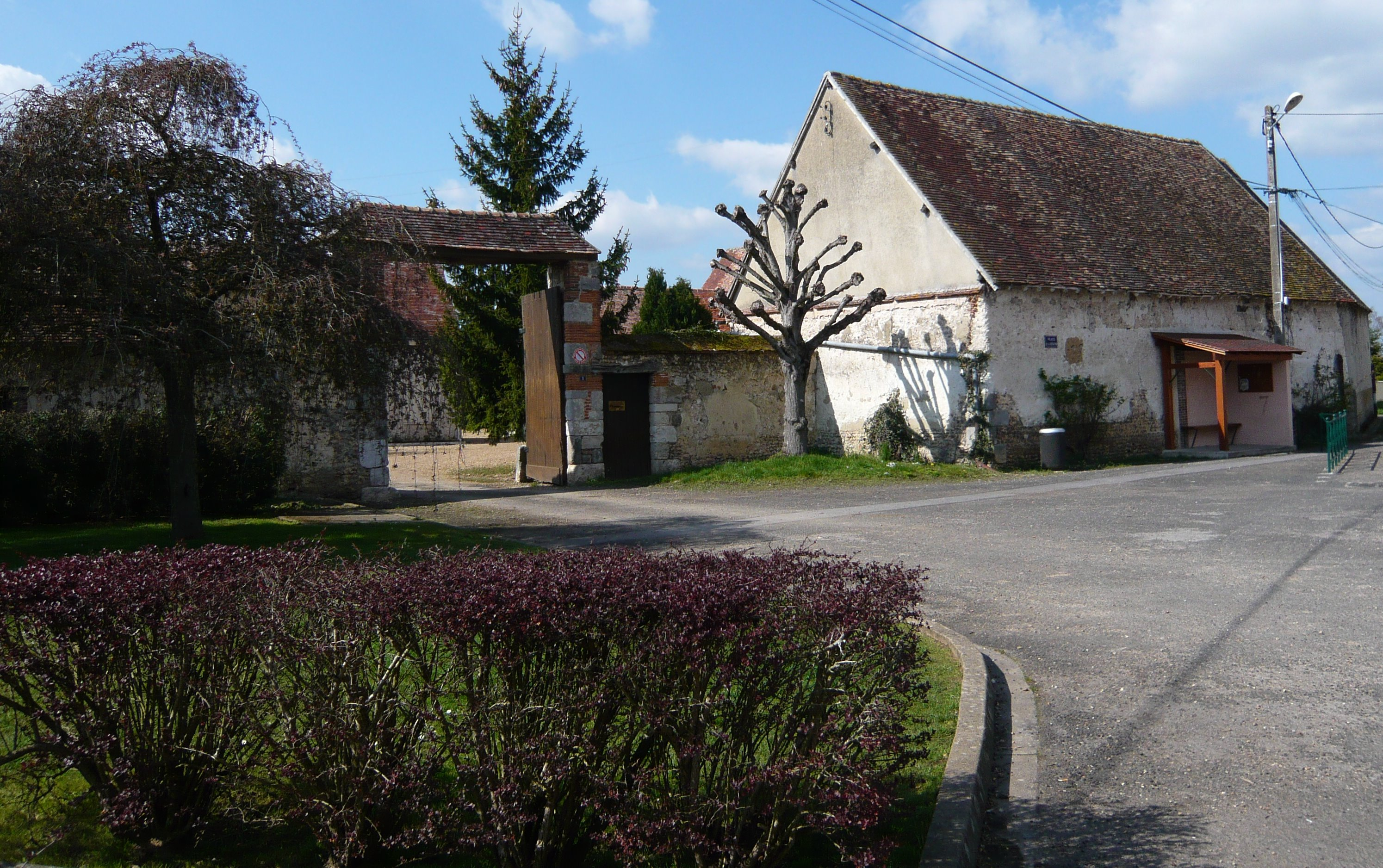
La place et le portail d'entrée de la ferme Louvet.

### Habitat et logement
En 2021, le nombre total de logements dans la commune était de 374, alors qu'il était de 354 en 2016 et de 337 en 2011.
Parmi ces logements, 83,5 % étaient des résidences principales, 12,4 % des résidences secondaires et 4,1 % des logements vacants. Ces logements étaient pour 99,5 % d'entre eux des maisons individuelles et pour 0,5 % des appartements.
Le tableau ci-dessous présente la typologie des logements à Ouerre en 2021 en comparaison avec celle d'Eure-et-Loir et de la France entière. Une caractéristique marquante du parc de logements est ainsi une proportion de résidences secondaires et logements occasionnels (12,4 %) supérieure à celle du département (5,8 %) et à celle de la France entière (9,7 %).
| Typologie                                               | Ouerre | Eure-et-Loir | France entière |
| ------------------------------------------------------- | ------ | ------------ | -------------- |
| Résidences principales (en %)                           | 83,5   | 85,5         | 82,2           |
| Résidences secondaires et logements occasionnels (en %) | 12,4   | 5,8          | 9,7            |
| Logements vacants (en %)                                | 4,1    | 8,7          | 8,1            |

### Risques naturels et technologiques
Le territoire de la commune d'Ouerre est vulnérable à différents aléas naturels : météorologiques (tempête, orage, neige, grand froid, canicule ou sécheresse), inondations, mouvements de terrains et séisme (sismicité très faible). Il est également exposé à un risque technologique, le transport de matières dangereuses. Un site publié par le BRGM permet d'évaluer simplement et rapidement les risques d'un bien localisé soit par son adresse soit par le numéro de sa parcelle.

#### Risques naturels
Certaines parties du territoire communal sont susceptibles d’être affectées par le risque d’inondation par débordement de cours d'eau et par ruissellement et coulée de boue, notamment le Ruisseau. La commune a été reconnue en état de catastrophe naturelle au titre des dommages causés par les inondations et coulées de boue survenues en 1999 et 2018,.

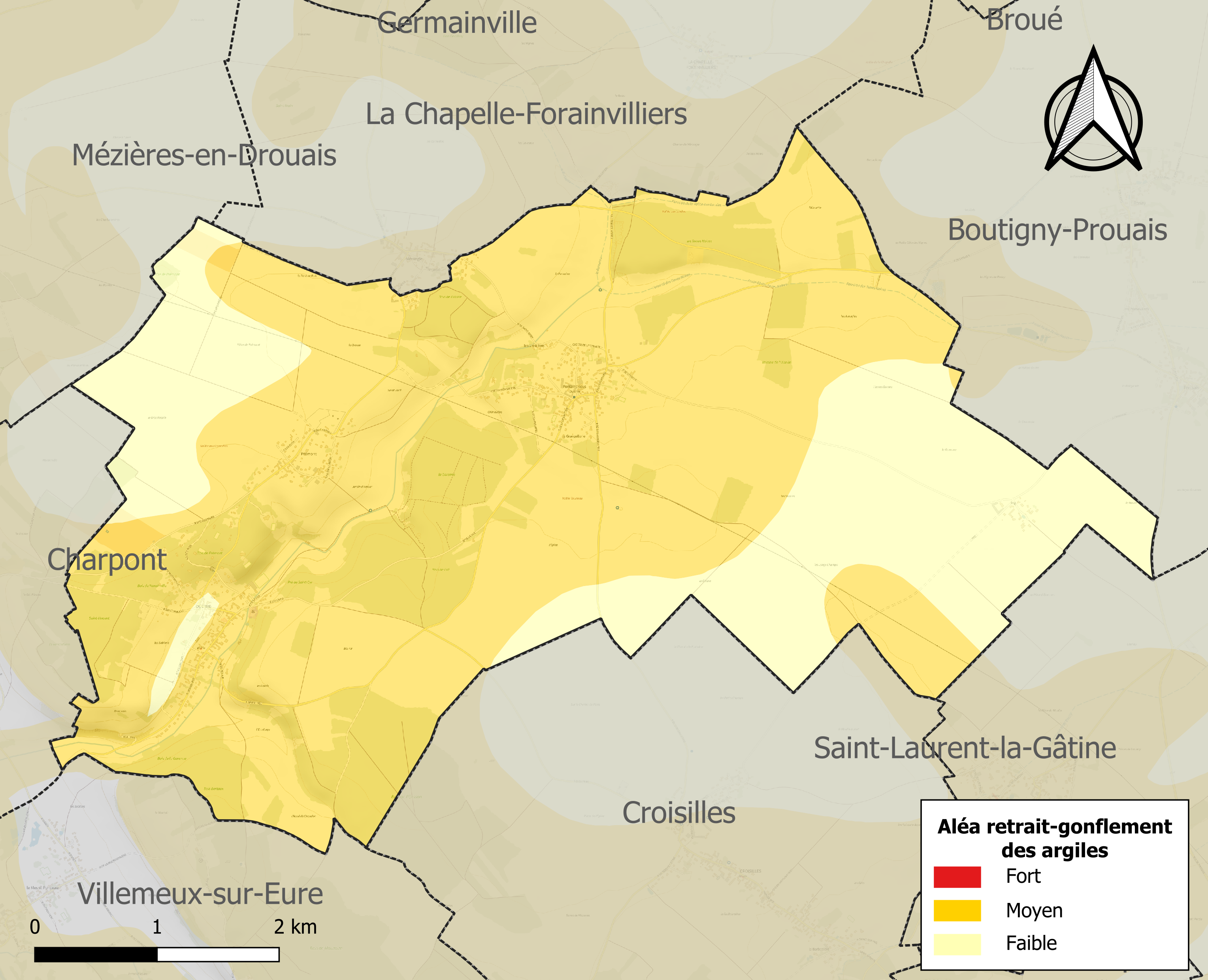
Carte des zones d'aléa retrait-gonflement des sols argileux d'Ouerre.

Les mouvements de terrains susceptibles de se produire sur la commune sont des mouvements de sols liés à la présence d'argile, des affaissements et effondrements liés aux cavités souterraines (hors mines) et des effondrements généralisés. L'inventaire national des cavités souterraines permet de localiser celles situées sur la commune.
Le retrait-gonflement des sols argileux est susceptible d'engendrer des dommages importants aux bâtiments en cas d’alternance de périodes de sécheresse et de pluie. 74,4 % de la superficie communale est en aléa moyen ou fort (52,8 % au niveau départemental et 48,5 % au niveau national). Sur les 372 bâtiments dénombrés sur la commune en 2019, 346 sont en aléa moyen ou fort, soit 93 %, à comparer aux 70 % au niveau départemental et 54 % au niveau national. Une cartographie de l'exposition du territoire national au retrait gonflement des sols argileux est disponible sur le site du BRGM,.
Concernant les mouvements de terrains, la commune a été reconnue en état de catastrophe naturelle au titre des dommages causés par des mouvements de terrain en 1999, 2016 et 2018.

#### Risques technologiques
Le risque de transport de matières dangereuses sur la commune est lié à sa traversée par des infrastructures routières ou ferroviaires importantes ou la présence d'une canalisation de transport d'hydrocarbures. Un accident se produisant sur de telles infrastructures est en effet susceptible d’avoir des effets graves au bâti ou aux personnes jusqu’à 350 m, selon la nature du matériau transporté. Des dispositions d’urbanisme peuvent être préconisées en conséquence.

## Toponymie
Le nom de la localité est attesté sous les formes Audria vers 820, Orreia vers 1080, Oire vers 1155.

## Politique et administration

### Rattachements administratifs et électoraux

#### Rattachements administratifs
La commune se trouve dans l'arrondissement de Dreux du département de l'Eure-et-Loir.
Elle faisait partie de 1793 à 1973 du canton de Dreux. En 1973, Ouerre est rattachée au canton de Dreux-Nord-Est puis, en 1982, au canton de Dreux-Est. Dans le cadre du redécoupage cantonal de 2014 en France, cette circonscription administrative territoriale a disparu, et le canton n'est plus qu'une circonscription électorale.

#### Rattachements électoraux
Pour les élections départementales, la commune fait partie depuis 2014 du canton de Dreux-2.
Pour l'élection des députés, elle fait partie de la deuxième circonscription d'Eure-et-Loir .

### Intercommunalité
Ouerre était membre de la communauté de communes Les Villages du Drouais, un établissement public de coopération intercommunale (EPCI) à fiscalité propre créé fin 2002 et auquel la commune avait transféré un certain nombre de ses compétences, dans les conditions déterminées par le code général des collectivités territoriales.
Conformément aux prescriptions de la loi de réforme des collectivités territoriales du 16 décembre 2010, qui a prévu le renforcement et la simplification des intercommunalités et la constitution de structures intercommunales de grande taille, celle-ci a fusionné, contre l'avis du conseil municipal,, avec ses voisines pour former, le 1er janvier 2014, la communauté d'agglomération du Pays de Dreux, dont est désormais membre la commune.

### Liste des maires
| Période                                  | Période                   | Identité           | Étiquette | Qualité                                                   |
| ---------------------------------------- | ------------------------- | ------------------ | --------- | --------------------------------------------------------- |
| Les données manquantes sont à compléter. |                           |                    |           |                                                           |
|                                          |                           |                    |           |                                                           |
| 1965                                     | 1995                      | Paul Geffroy       |           |                                                           |
| juin 1995                                | juillet 2021              | Christian Matelet, |           | Ancien directeur de prévention spécialisée Démissionnaire |
| juillet 2021                             | novembre 2022             | Aline Carré        |           | Cadre Démissionnaire                                      |
| février 2023                             | En cours (au 23 mai 2024) | Clémentine Fisson  |           | Artisanne                                                 |

## Équipements et services publics
La mairie, installée dans les locaux actuels en 1987, a été rénovée en 2015.
Un espace multisports, conçu pour permettre les rencontres intergénérationnelles, a été aménagé en 2022.

### Enseignement
L'école de la commune scolarise en 2015/2016 72 élèves

## Population et société
Les habitants de Ouerre sont les Oréens et les Oréennes.

### Démographie
L'évolution du nombre d'habitants est connue à travers les recensements de la population effectués dans la commune depuis 1793. Pour les communes de moins de 10 000 habitants, une enquête de recensement portant sur toute la population est réalisée tous les cinq ans, les populations de référence des années intermédiaires étant quant à elles estimées par interpolation ou extrapolation. Pour la commune, le premier recensement exhaustif entrant dans le cadre du nouveau dispositif a été réalisé en 2006.

En 2022, la commune comptait 785 habitants, en évolution de +6,8 % par rapport à 2016 (Eure-et-Loir : −0,23 %, France hors Mayotte : +2,11 %).
| 1793 | 1800 | 1806 | 1821 | 1831 | 1836 | 1841 | 1846 | 1851 |
| ---- | ---- | ---- | ---- | ---- | ---- | ---- | ---- | ---- |
| 525  | 565  | 565  | 537  | 533  | 565  | 525  | 549  | 527  |

| 1856 | 1861 | 1866 | 1872 | 1876 | 1881 | 1886 | 1891 | 1896 |
| ---- | ---- | ---- | ---- | ---- | ---- | ---- | ---- | ---- |
| 531  | 521  | 485  | 476  | 427  | 441  | 445  | 409  | 403  |

| 1901 | 1906 | 1911 | 1921 | 1926 | 1931 | 1936 | 1946 | 1954 |
| ---- | ---- | ---- | ---- | ---- | ---- | ---- | ---- | ---- |
| 369  | 371  | 364  | 282  | 283  | 272  | 258  | 271  | 258  |

| 1962 | 1968 | 1975 | 1982 | 1990 | 1999 | 2006 | 2011 | 2016 |
| ---- | ---- | ---- | ---- | ---- | ---- | ---- | ---- | ---- |
| 278  | 234  | 242  | 385  | 531  | 589  | 674  | 667  | 735  |

| 2021 | 2022 | - | - | - | - | - | - | - |
| ---- | ---- | - | - | - | - | - | - | - |
| 768  | 785  | - | - | - | - | - | - | - |

## Culture locale et patrimoine

### Lieux et monuments

#### Église Saint-Cyr-Sainte-Julitte
L'église Saint-Cyr-Sainte-Julitte abrite cinq objets mobiliers classés ou inscrits en tant que monuments historiques :
- fin XVIe siècle ou début du XVIIe siècle : une sculpture de la Vierge à l'Enfant en semi-relief avec polychromie moderne,  Inscrit MH (2011) ;
- XVIIe siècle :
  - 21 stalles en bois, avec des accotoirs en forme de volutes,  Classé MH (1908)[36] ;
  - un bâton de procession avec une représentation de saint Cyr en bois doré,  Inscrit MH (2011) ;
  - deux statues, saint Cyr et sainte Julitte, en bois taillé et peint,  Inscrit MH (2011).
- XVIIe siècle ou XVIIIe siècle : le retable latéral nord et son tableau représentant l'Immaculée Conception,  Inscrit MH (2011).

L'église Saint-Cyr-Sainte-Julitte
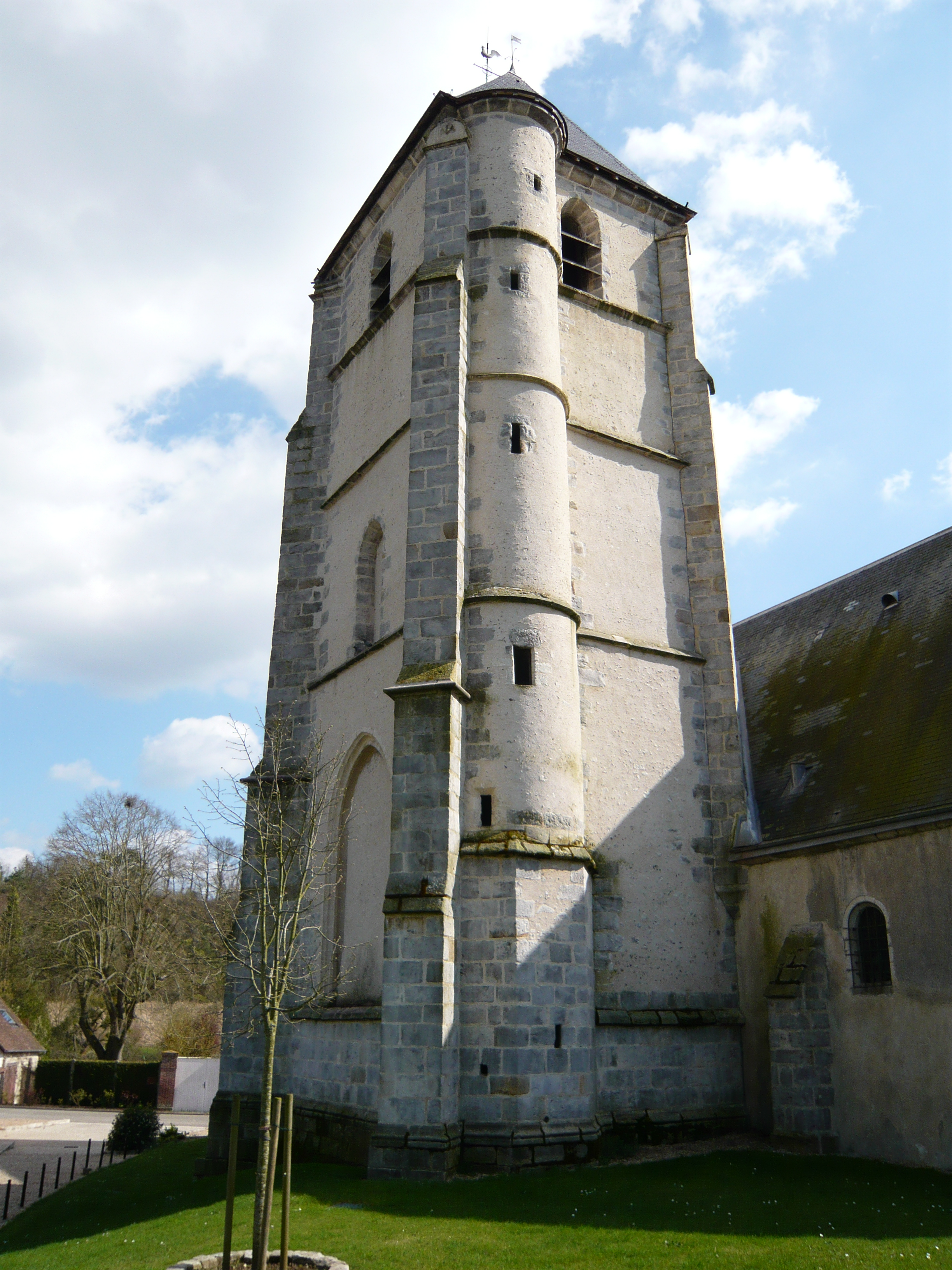
Tour-clocher.
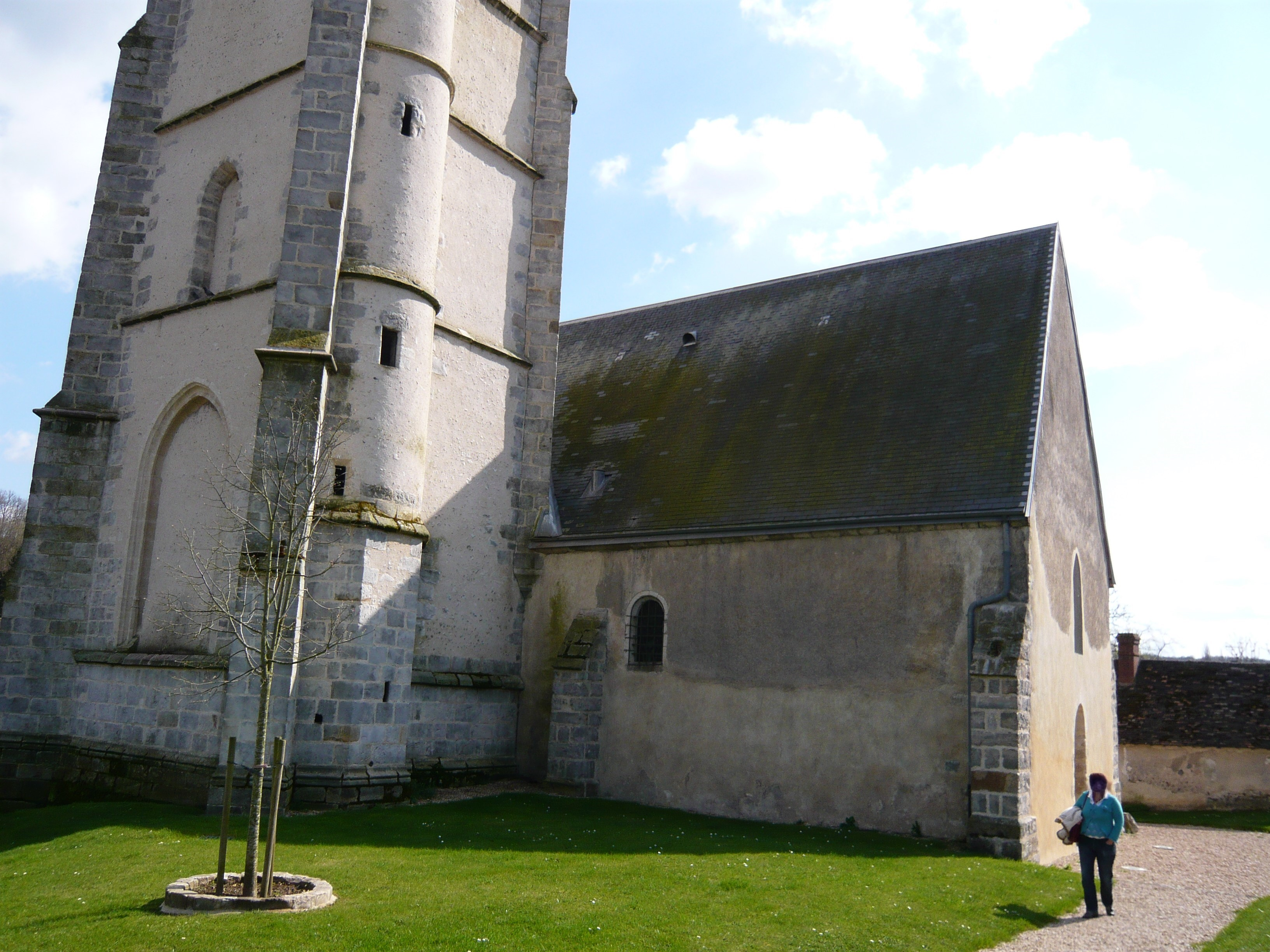
Mur nord.
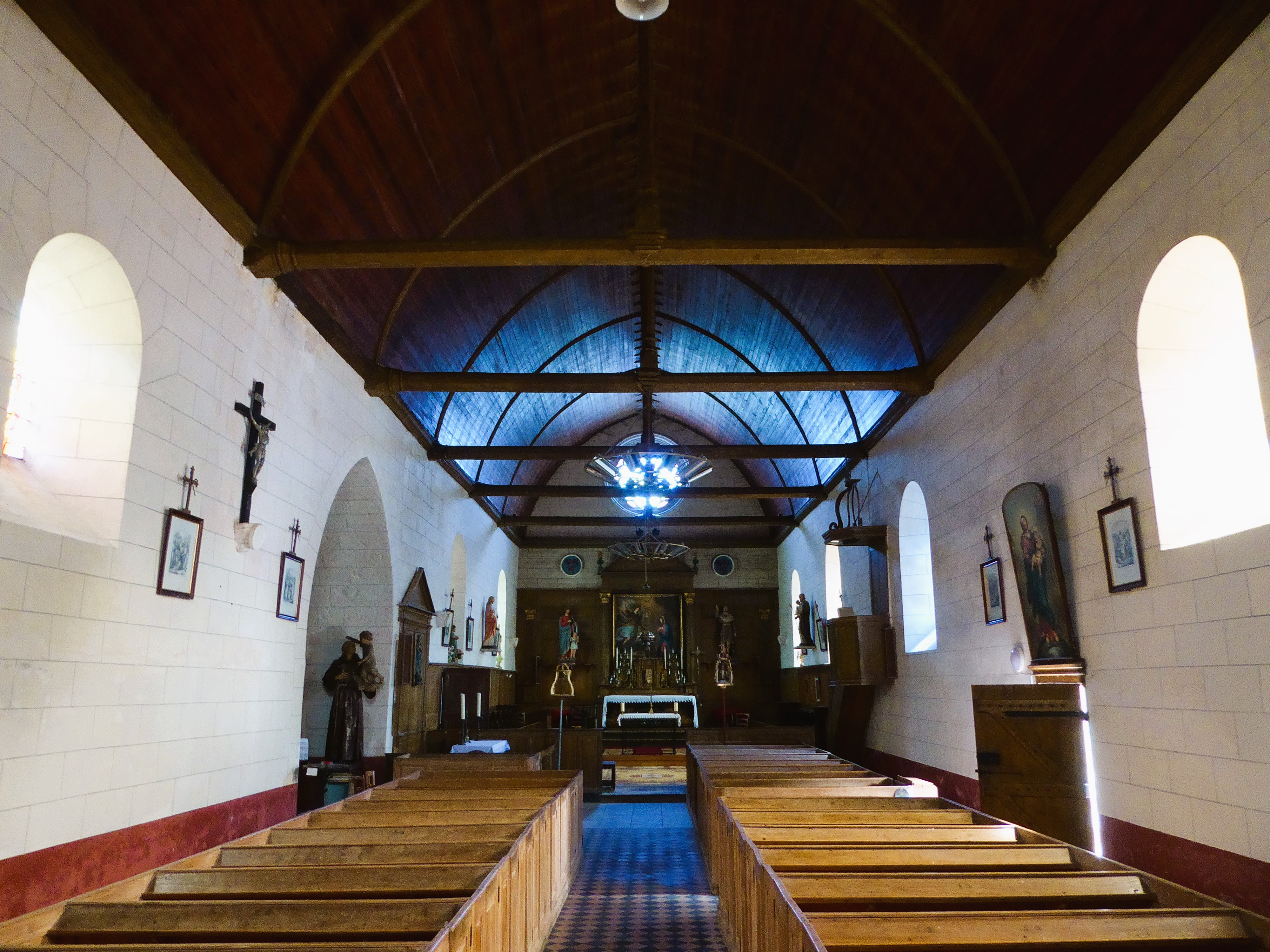
La nef et ses bancs clos.
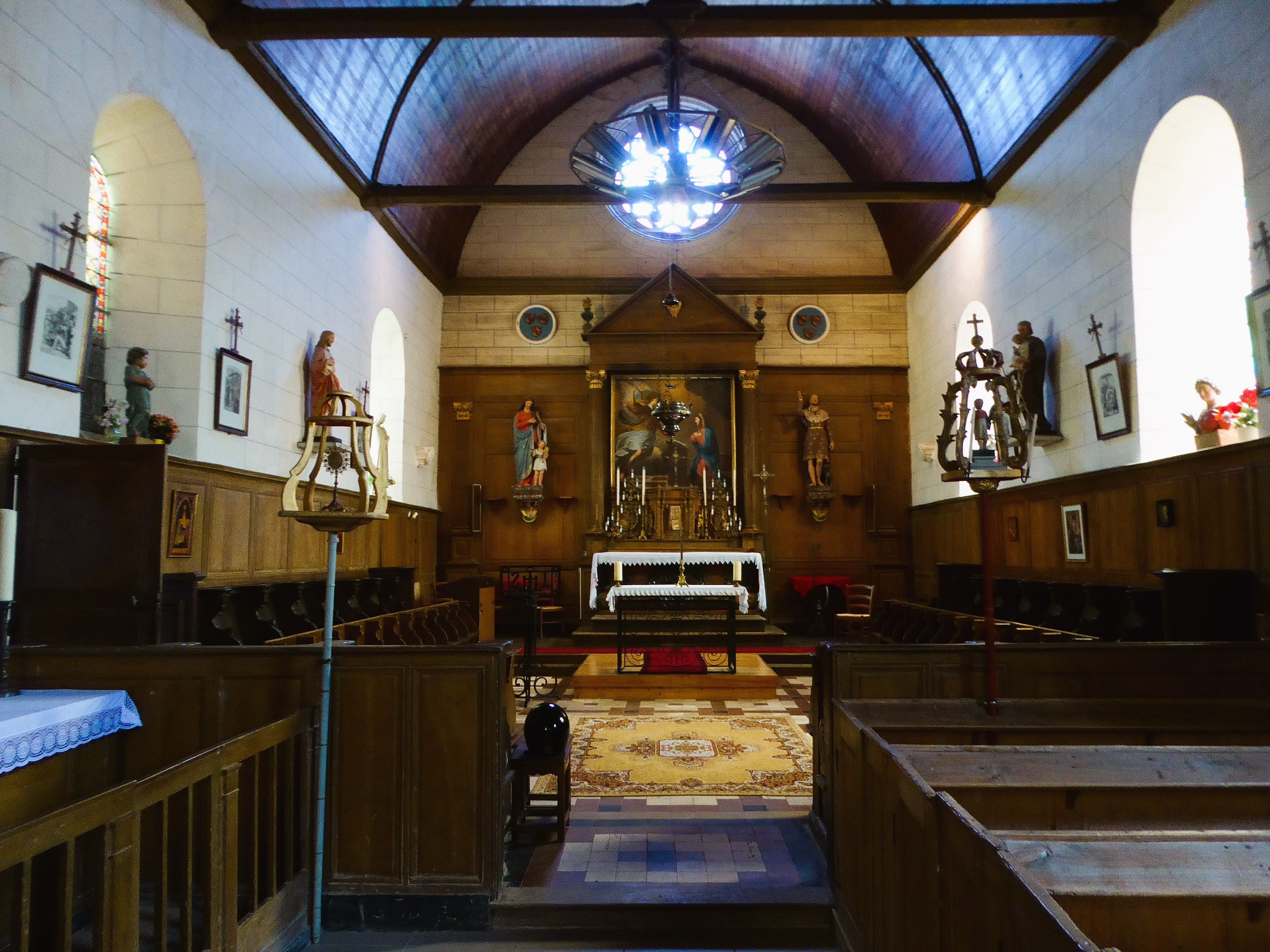
Le chœur vu de la nef.
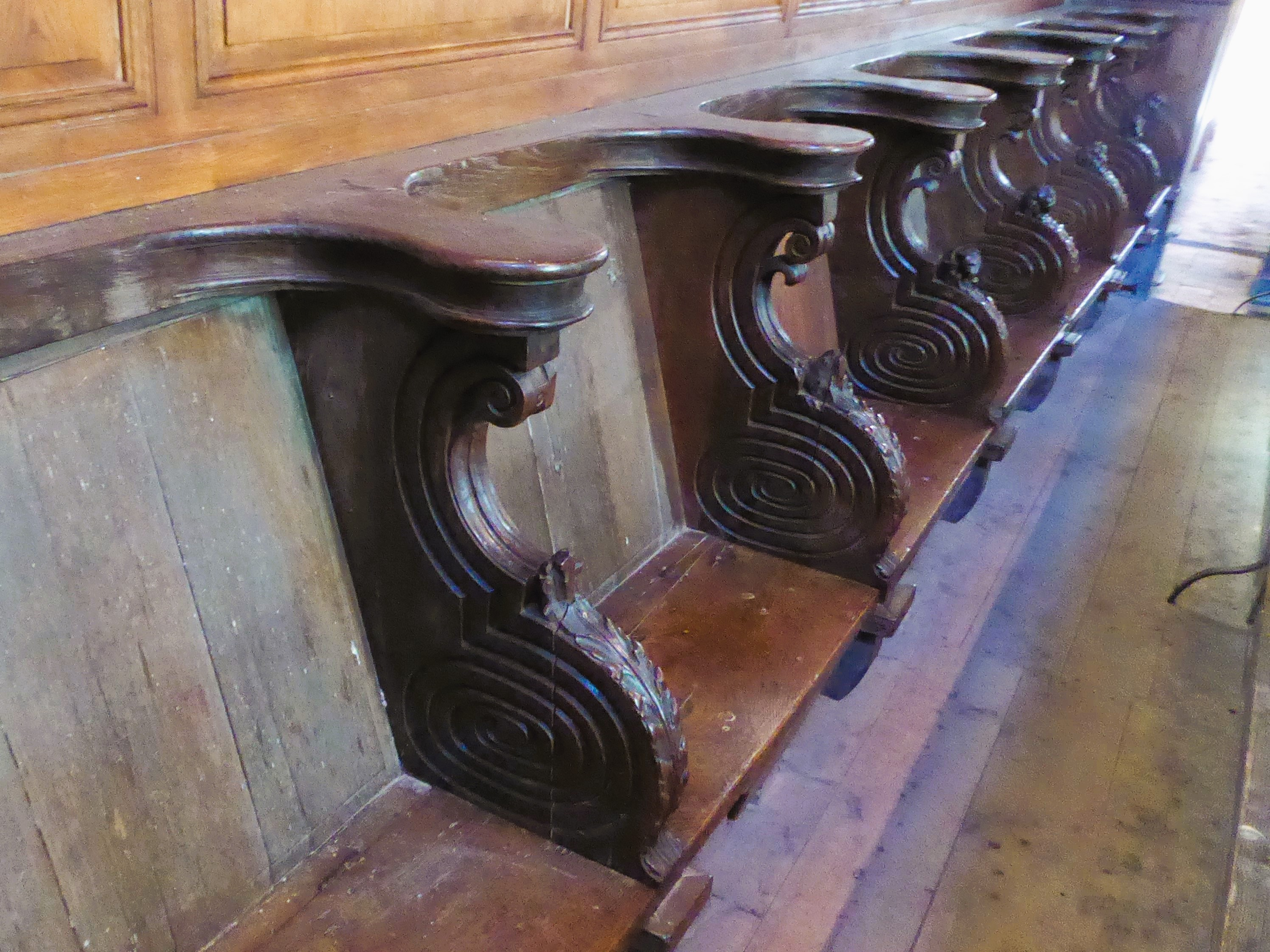
Stalles en bois du chœur.
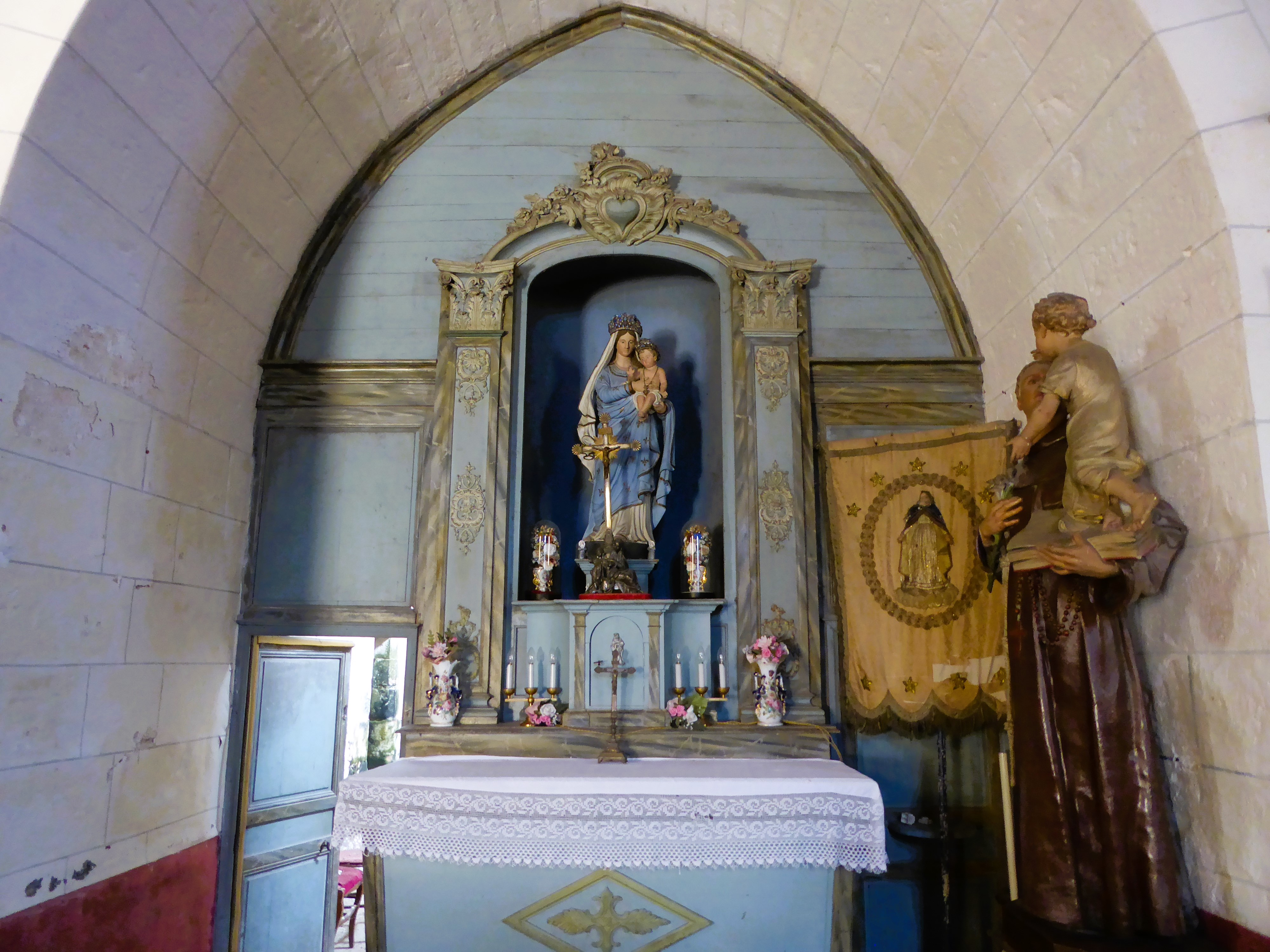
Le retable nord.

#### Autres lieux et monuments
- Monument aux morts du cimetière, rendant notamment hommage aux victimes de la guerre franco-allemande de 1870 ;
- Ferme de Fontaine ou « ferme Louvet »: acquise à France Domaine en 2021[37] ;
- Mairie.

Autre lieux et monuments
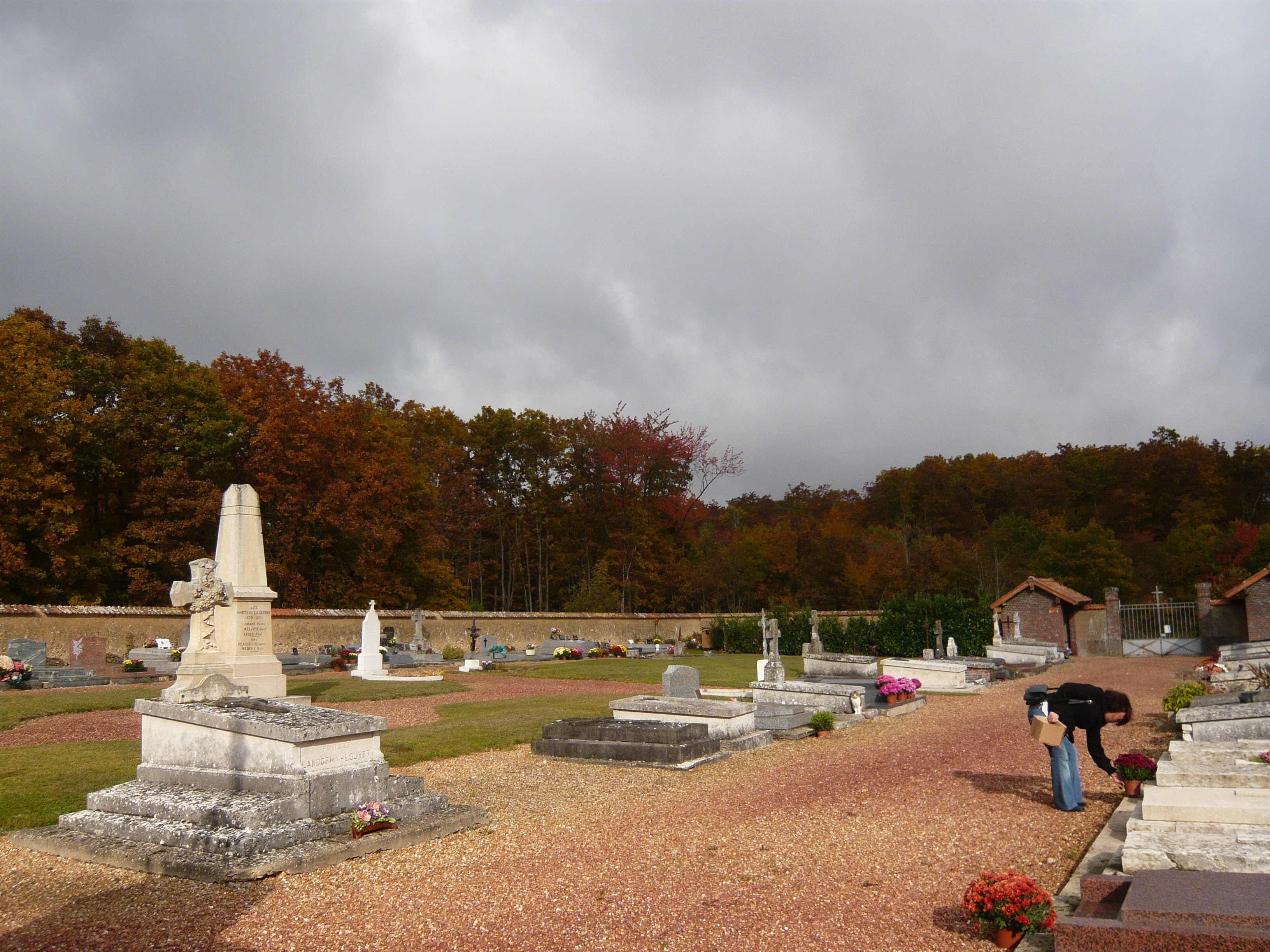
Le cimetière.
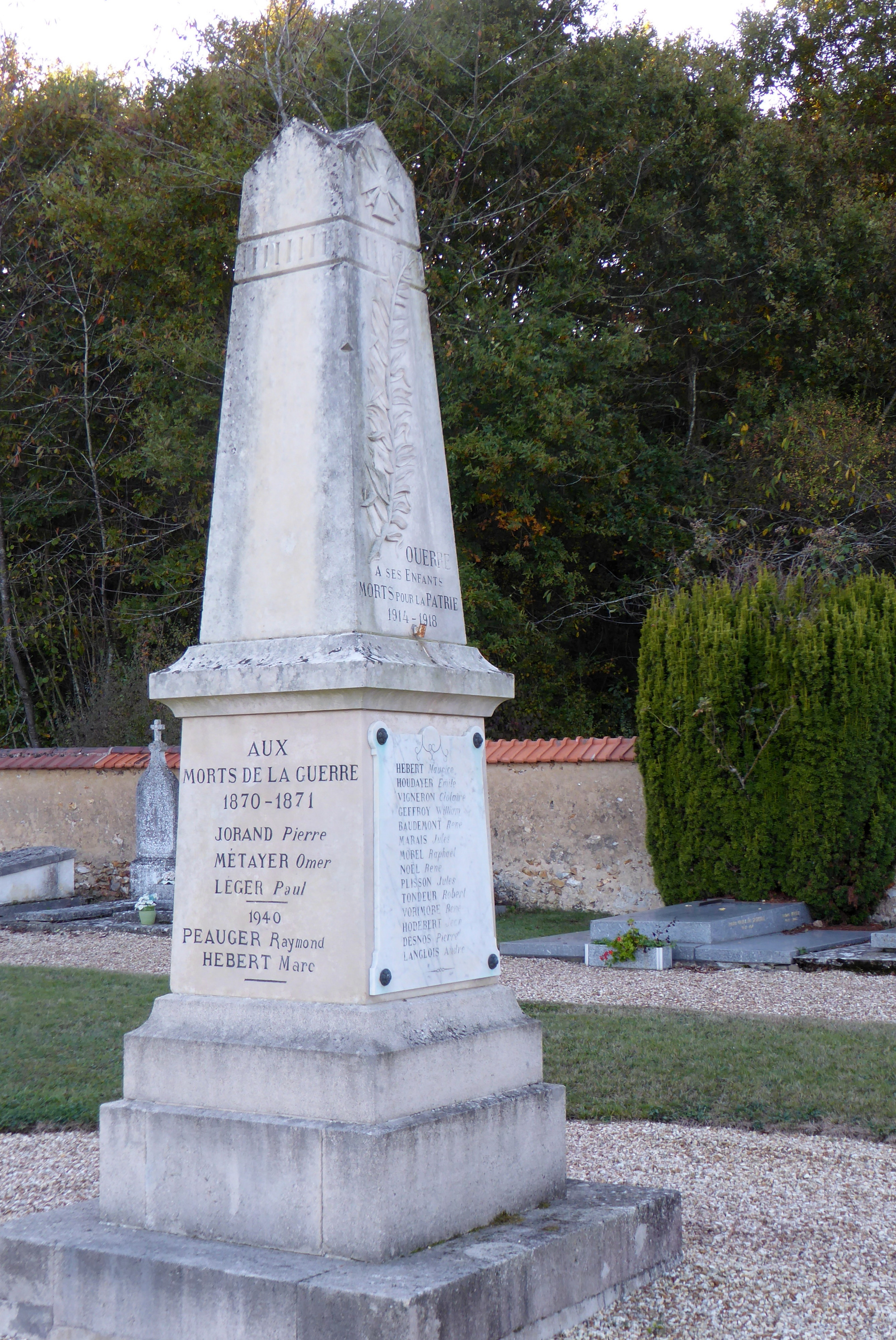
Le monument aux morts.